# Open 13 2012
L'Open 13 2012  è stato un torneo di tennis giocato sul cemento indoor. È stata la 20ª edizione del Open 13 facente parte dell'ATP World Tour 250 series nell'ambito dell'ATP World Tour 2012. Si è giocato al Palais des Sports di Marsiglia in Francia, dal 20 al 26 febbraio 2012.

## Partecipanti

### Teste di serie
| Nazionalità | Giocatore             | Ranking* | Testa di serie |
| ----------- | --------------------- | -------- | -------------- |
| Francia     | Jo-Wilfried Tsonga    | 6        | 1              |
| Stati Uniti | Mardy Fish            | 8        | 2              |
| Serbia      | Janko Tipsarević      | 9        | 3              |
| Argentina   | Juan Martín del Potro | 10       | 4              |
| Francia     | Richard Gasquet       | 16       | 5              |
| Ucraina     | Aleksandr Dolhopolov  | 19       | 6              |
| Croazia     | Ivan Ljubičić         | 41       | 7              |
| Italia      | Andreas Seppi         | 45       | 8              |

* Ranking al 13 febbraio 2012.

### Altri partecipanti
I seguenti giocatori hanno ricevuto una wild-card per il tabellone principale:
- Arnaud Clément
- Paul-Henri Mathieu
- Florent Serra

I seguenti giocatori sono entrati in tabellone passando dalle qualificazioni:

- Marco Chiudinelli
- Roberto Bautista Agut
- Albano Olivetti
- David Goffin

## Punti e montepremi
Il montepremi complessivo è di 512.750 €.
| Torneo    | Torneo              | V      | F      | SF     | QF     | 2T    | 1T    | Q  | Q3  | Q2  | Q1 |
| Singolare | Punti               | 250    | 150    | 90     | 45     | 20    | 0     | 12 | 6   | 0   | 0  |
| Singolare | Premi in denaro (€) | 92.560 | 48.750 | 26.410 | 15.045 | 8.865 | 5.250 | –  | 845 | 410 | 0  |
| Doppio    | Punti               | 250    | 150    | 90     | 45     | 0     | –     | –  | –   | –   | –  |
| Doppio    | Premi in denaro (€) | 28.120 | 14.780 | 8.010  | 4.580  | 2.690 | –     | –  | –   | –   | –  |

## Campioni

### Singolare
Juan Martín del Potro ha battuto in finale  Michaël Llodra per 6-4, 6-4.
- È il primo titolo della stagione per del Potro, il decimo in carriera.

### Doppio
Nicolas Mahut /  Édouard Roger-Vasselin hanno battuto in finale  Dustin Brown /  Jo-Wilfried Tsonga per 3-6, 6-3, [10-6]